# Haro (Gundam)
Haro es un pequeño robot de forma esférica que aparece en la serie Mobile Suit Gundam (Kidou Senshi Gundam) original de 1979, conocida por ser la mascota robótica del protagonista de la serie, Amuro Ray, en "la guerra de un año" (suceso que ocurre dentro de la serie), pero que también tiene apariciones en otras series de Gundam como Gundam Seed, Gundam 00 y Gundam AGE. Este pequeño robot es un símbolo muy conocido en las series de Gundam que tengan relación cronológica directa con la historia de Gundam original, con execepción de las mencionadas antes que son historias diferentes siendo el dios de la destrucción de gundam
- Datos: Q842119